# Великие Макары
Великие Макары (укр. Великі Макари) — село в Яворовской городской общине Яворовского района Львовской области Украины.
Население по переписи 2001 года составляло 206 человек. Занимает площадь 0,56 км². Почтовый индекс — 81014. Телефонный код — 3259.